# Nina Rausch
Pour les articles homonymes, voir Nina et Rausch.
Nina Rausch, née le 11 mai 1982 à Ingersheim en Bade-Wurtemberg, est une actrice allemande de théâtre, de cinéma et de séries télévisées.

## Filmographie

### Comme actrice
- 2001 : Caravan (court métrage) : Lanah
- 2003 : Toyotafahrer leben länger (court métrage) : Schicksal
- 2008 : La chambre de motel (court métrage) : Krissy
- 2009 : Esprits criminels (Criminal Minds) : Abigail Hansen
- 2009 : April Showers : Samantha
- 2009 : Dead in the Water (court métrage) : la femme
- 2009 : Mad Men : Gudrun
- 2009 : Californication : l'étudiante de Hank (2 épisodes)
- 2009 : Easy to Assemble (4 épisodes)
- 2010 : Castle : la réceptionniste
- 2011 : The Abduction of Zack Butterfield : Cindy Butterfield
- 2011 : Got Karma? : Alice
- 2012 : Mädchen (court métrage) : Inga
- 2012 : Kindness of Strangers (court métrage) : Mary
- 2013 : Maternity Thief (court métrage) : Mel
- 2011-2013 : They Live Among Us (série télévisée) : Lillith (4 épisodes)
- 2013 : The Wonder Girls (court métrage) : la mère de Petra
- 2013 : Couple in the Bedroom (court métrage) : la musicienne
- 2014 : Tarrasch Rule (court métrage) : Mary
- 2014 : Les Feux de l'amour (The Young and the Restless) : la jeune mère
- 2014 : Negation (court métrage) : l'agent de bord
- 2014 : NCIS : Los Angeles : Linda Jones
- 2014 : Orange Is the New Black : Franziska
- 2015 : The Library Book (court métrage) : la petite amie
- 2016 : 20 Matches (court métrage) : la conteuse
- 2016 : Grey's Anatomy : Sheila Davis
- 2016 : Awkward : madame Hoetzinger (4 épisodes)
- 2016 : NCIS : Enquêtes spéciales : Devon Hill
- 2016 : Unremarkable (court métrage) : Audrey
- 2016 : Resurgent (court métrage) : Laura
- 2016 : I Am You Are Everyone : Mathela
- 2017 : Alex & Jaime : la fille de la soirée
- 2017 : Crossing Fences (court métrage) : Helen
- 2017 : Dick Pic (court métrage)
- 2011-2017 : The Sandglass : Elizabeth (7 épisodes)
- 2017 : Fine Print (court métrage) : Jennifer
- 2018 : Wholesome Foods I Love You... Is That OK? : madame von Gerichten
- 2018 : The Straight and Narrow : Carli
- 2018 : Before (court métrage) : Mary

### Comme productrice
- 2012 : Kindness of Strangers (court métrage)
- 2013 : Maternity Thief (court métrage)
- 2014 : Thou Shalt Not Kill
- 2017 : Crossing Fences (court métrage)
- 2017 : Reset (court métrage)
- 2018 : Marigold the Matador

### Comme réalisatrice
- 2017 : Thirdsome (court métrage)
- 2017 : Reset (court métrage)